# Carl Gustaf Cassel

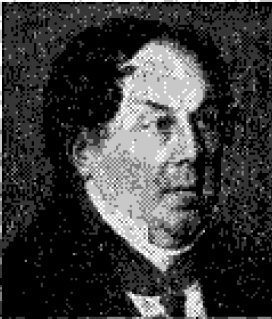
Carl Gustaf Cassel, ca 1830

Carl Gustaf Cassel, ursprungligen Wiberg, född 4 oktober 1783 i Skänninge församling, Östergötlands län, död 2 november 1866 i Sankt Nikolai församling, Stockholms stad, var en svensk ämbetsman och lagman. Han var också psalmförfattare.

## Biografi
Cassel var son till handelsmannen och rådmannen i Skänninge Nikolaus (Nils) Wiberg (1747–1785) och Hedvig Maria Ek (1747–1814). Efter faderns tidiga bortgång gifte modern om sig 1788 med assessorn Per Cassel (1729–1808) och Carl Gustaf (Wiberg) valde ”af tacksamhet för denne styffader, som med sällsynt huldhet vårdade min uppfostran, antog jag 1801 efter honom namnet: Cassel.”
Cassel gifte sig 15 oktober 1812 med Johanna Fredrika Tisell, född 10 juni 1794, död 24 oktober 1849, dotter till brukspatronen Nils Fredrik Tisell på Hättorp i Motala. Paret fick nio barn. Cassel var farfar till nationalekonomen Gustav Cassel och borgmästaren Oscar Cassel.
Han studerade vid Linköpings gymnasium, men avlade 1801 studentexamen i Åbo under namnet Wiberg. Han fortsatte sin utbildning i Åbo och avlade där examen till hovrätten 1803.
Cassel innehade därefter flera olika poster inom Sjötullsrätten (Tullverket) mellan 1804 och 1824, i Stockholm, Visby, Karlshamn, och var från 1818 fram till Tullverkets omorganisation i slutet av 1824 dess överdirektör. Som sådan vann han Karl XIV Johans gunst och utnämndes 1826 till lagman i Västmanlands och Dalarnas lagsaga och senare också över Upplands lagsaga. Han innehade dessa ämbeten ända till lagmansrätternas indragning 1849 och vann härvid allmän aktning som ”en synnerligen skicklig, rättvis, god och omtyckt domare”[källa behövs].
Under lagmanstiden innehade Cassel ett stort antal krävande uppdrag, såsom ledamot av kommittén för ny sjölag 1834–1836 samt 1845–1847, och som ledamot i ”tablåkommittén” 1836–1839 med uppgift att utarbeta en översikt över förslagen till civil- och kriminallag samt jämförelse mellan dem och gällande lag. Han blev mycket uppskattad som ämbetsman, vilket föranledde regering och speciellt kung Karl XIV Johan, att framföra önskemål om att han skulle åtaga sig den föga angenäma sekreterarbefattningen hos bondeståndet vid den stormiga riksdagen 1840–1841. Enligt uppgift lyckades han avstyra en plan inom bondeståndet som ämnade att tvinga riksdagen att upplösas, och även under riksdagens fortsättning lyckades han jämka samman regeringen och riksdagens intressen. Han vann stora sympatier inom ståndet och vid det långvariga riksmötets slut fick han också mottaga ståndets erkännande för hanteringen av de svåra och laddade frågorna. Talmannen sade sig räkna som en lycka, att ståndet fått med sig se ”införlivad” en ämbetsman, som ”med lugnt allvar vårdat sig om folkets sak” och som ställt sina insikter och sin erfarenhet i dess tjänst. Cassel förordnades sedan också som sekreterare hos bondeståndet vid urtima riksdagen 1844–1845, vilket tydde på att även den nye kungen, Oskar I värderade hans tjänster.
Cassel utnämndes till Riddare av Kungl. Nordstjärneorden (RNO) år 1824 och Riddare av Carl XIII:s orden (RCXIII) år 1840.
Cassel var religiös och filantropiskt intresserad och var under lång tid medlem och ledamot av ett flertal föreningar inriktade mot dessa frågor, som Patriotiska Sällskapet, Östgöta Gille, Pro Fide et Christianismo, Svenska Bibelsällskapet och Svenska Missionssällskapet samt för flera välgörenhetssamfund. Han deltog också i Frimurareordens Landtloge och skrev i det sammanhanget nära 250 minnesanteckningar över avlidna ledamöter, vilka 1827 trycktes i urval. I sin ungdom var han en beundrare av teologen Magnus Lehnberg. Han kom senare att intressera sig för den evangeliska väckelsen, som bland annat kom till uttryck genom Evangeliska Fosterlandsstiftelsens bildande, och han stod nära män som Carl Olof Rosenius, Petrus Magnus Elmblad, Peter Fjellstedt, Bernhard Wadström, med flera. Ett karakteristiskt uttryck för hans fromhet är slutorden i hans självbiografiska text: “För den omvårdnad, framgång och välsignelse jag under en lång lefnad fått åtnjuta i mitt offentliga och enskilda liv, kan jag aldrig nog erkänna och prisa en oändlig barmhertighet, i synnerhet för den nåd att hafva fått känna Honom, som oss av Gudi gjord är till visdom, rättfärdighet, helgelse och förlossning.”

## Psalmförfattande
Cassel intresserade sig tidigt som psalmdiktare och sände in sexton psalmer till psalmbokskommittén som bildats 1811 - fyra omarbetningar samt tolv original. I ”Förslag till förbättrade kyrkosånger” från år 1814 infördes tre av Cassels bidrag: botpsalmen "När jag besinnar, store Gud", dödsberedelsepsalmen "Ack, att i synd vi slumre bort" (betydligt förkortad och ändrad) samt morgonpsalmen "O Gud, mitt hjerta tackar dig" (sammandragen från sex till två strofer).
På äldre dagar återvände Cassel till religiös diktning. I Pietisten, 8 årg., 1849, förekommer dikten "Wår utkorelse och salighet i Christo". Tre strofer ur denna sång, där den första börjar "Uppstånden är Christus! Gudomliga lif", förekommer i Sionstoner och Svenska missionsförbundets sångbok. En annan längre sång författad av Cassel, "Den gamla, fasta grunden", förekommer i Pietisten, 23 årg., 1864.
Följande av Cassel författade psalmer förekommer i psalmböcker och kristna sångböcker:
- Den svenska psalmboken 1819
  - 185 När jag besinnar, store Gud, 1814, även i nyutgåvan 1921 och i nyutgåvan av Herzogs-Melins 1932[9], respektive som nummer 281 i Den svenska psalmboken 1937[10].
  - 450 Ack, att i synd vi slumra bort, 1814, även i nyutgåvan 1921 och i nyutgåvan av Herzogs-Melins 1932[11], respektive som nummer 542 i Den svenska psalmboken 1937[12].

- Vik ej ur mitt hjärta, 1843, bearbetad av Carl Olof Rosenius år 1850. Ingick som sång nr 318 i Hemlandssånger (1891) under rubriken "Kärleken / Helgesen"[13]. Också publicerad som nummer 558 i sångboken Lova Herren (1988).
- Uppstånden är Kristus, gudomliga liv, 1849, förekom som nummer 81 i Svenska Missionsförbundets sångbok (1894) [14] respektive som nummer 142 i Svenska Missionsförbundets sångbok (1920), och också som nummer 217 i Sionstoner (1935).